# 1995-ös amatőr ökölvívó-világbajnokság
A  férfiak nyolcadik amatőr ökölvívó-világbajnokságát a németországi Berlin városában rendezték 1995. május 4-e és május 15-e között. 
A rendezvényt egy évvel az 1996-os atlantai olimpiát megelőzően szervezte a Nemzetközi Amatőr Ökölvívó Szövetség (AIBA). 12 versenyszámban avattak világbajnokot, a küzdelmek egyenes kieséses szakaszban zajlottak, az elődöntők vesztesei bronzérmet vehettek át.  
A súlycsoportok kiemelési rangsorát az AIBA 1994-es világranglistája alapján állították össze.

## Érmesek
| 1995-ös amatőr ökölvívó-világbajnokság érmesei |                                   |                                   |                                                               |
| Versenyszám                                    | Arany                             | Ezüst                             | Bronz                                                         |
| Szupernehézsúly                                | Alekszej Lezin (Oroszország)      | Vitalij Klicsko (Ukrajna)         | René Monse (Németország) Lawrence Clay-Bey (Egyesült Államok) |
| Nehézsúly                                      | Félix Savón (Kuba)                | Luan Krasniqi (Németország)       | Christophe Mendy (Franciaország) Sinan Şamil Sam Törökország  |
| Félnehézsúly                                   | Antonio Tarver (Egyesült Államok) | Dihosuany Vega (Kuba)             | Thomas Ulrich (Németország) Vaszilij Zsirov (Kazahsztán)      |
| Középsúly                                      | Ariel Hernández (Kuba)            | Tomasz Borowski (Lengyelország)   | Mohamed Mesbahi (Marokkó) Dilsod Jarbekov (Üzbegisztán)       |
| Nagyváltósúly                                  | Vastag Ferenc (Románia)           | Alfredo Duvergel (Kuba)           | Szlavisa Popovics (Jugoszlávia) Markus Beyer (Németország)    |
| Váltósúly                                      | Juan Hernández Sierra (Kuba)      | Oleg Szaitov (Oroszország)        | Vitalis Karpaczauskas (Litvánia) Andreas Otto (Németország)   |
| Kisváltósúly                                   | Héctor Vinent (Kuba)              | Nurhan Süleymanoğlu (Törökország) | Radoszlav Szuszlekov (Bulgária) Oktay Urkal (Németország)     |
| Könnyűsúly                                     | Leonard Doroftei (Románia)        | Bruno Wartelle (Franciaország)    | Marco Rudolph (Németország) Pablo Rojas (Kuba)                |
| Pehelysúly                                     | Szerafim Todorov (Bulgária)       | Noureddine Medjehoud (Algéria)    | Vitas Bicziulaitis (Litvánia) Falk Huste (Németország)        |
| Harmatsúly                                     | Raimkul Malahbekov (Oroszország)  | Robert Ciba (Lengyelország)       | Dirk Krüger (Németország) Artur Mikaeljan (Örményország)      |
| Légsúly                                        | Lunka Zoltán (Németország)        | Bolat Zsumagyilov (Kazahsztán)    | Raúl Gonzáles (Kuba) Joni Turunen (Finnország)                |
| Kislégsúly                                     | Daniel Petrov (Bulgária)          | Bernard Inom (Franciaország)      | Hamid Berhili (Marokkó) Juan Ramirez (Kuba)                   |